# Trúc tiết liệu
Trúc tiết liệu, biển trúc hoa, bách túc thảo, lân bách (danh pháp hai phần: Homalocladium platycladum) là loài duy nhất của chi Homalocladium. Chi này được tách ra từ Polygonum sect. Homalocladium F. Muell., 1857, và đôi khi cũng được gộp trong chi Muehlenbeckia.

## Đặc điểm
Cây bụi mọc thẳng, cao khoảng 1 m với các cành dạng lá rộng, phẳng, mỏng, có đốt, có đường khía tinh vi, dạng dải. Các lá không cuống, dạng màng, mép nguyên, thường xẻ thùy tại gốc, dài 1,5-6,5 cm. Bẹ chìa dài 1–2 mm, hình trứng, tù. Hoa 1-6 mọc thành cụm không cuống, có lá bắc hình trứng dài khoảng 1 mm. Bao hoa mẫu 5, màu vàng ánh xanh lục hay vàng, thuôn dài, dài khoảng 1-1,5 mm. Nhị 8. Bầu nhụy dạng trứng, 3 góc, dài khoảng 1 mm; vòi nhụy 3. Quả kiên được bao bọc trong các phần phình lên của bao hoa dày cùi thịt màu đỏ sẫm hay tía.

## Phân bố
Loài này là bản địa của quần đảo Solomon, nhưng được gieo trồng ở nhiều nơi để lấy quả màu đỏ thẫm hay hơi tía.

## Thư viện ảnh

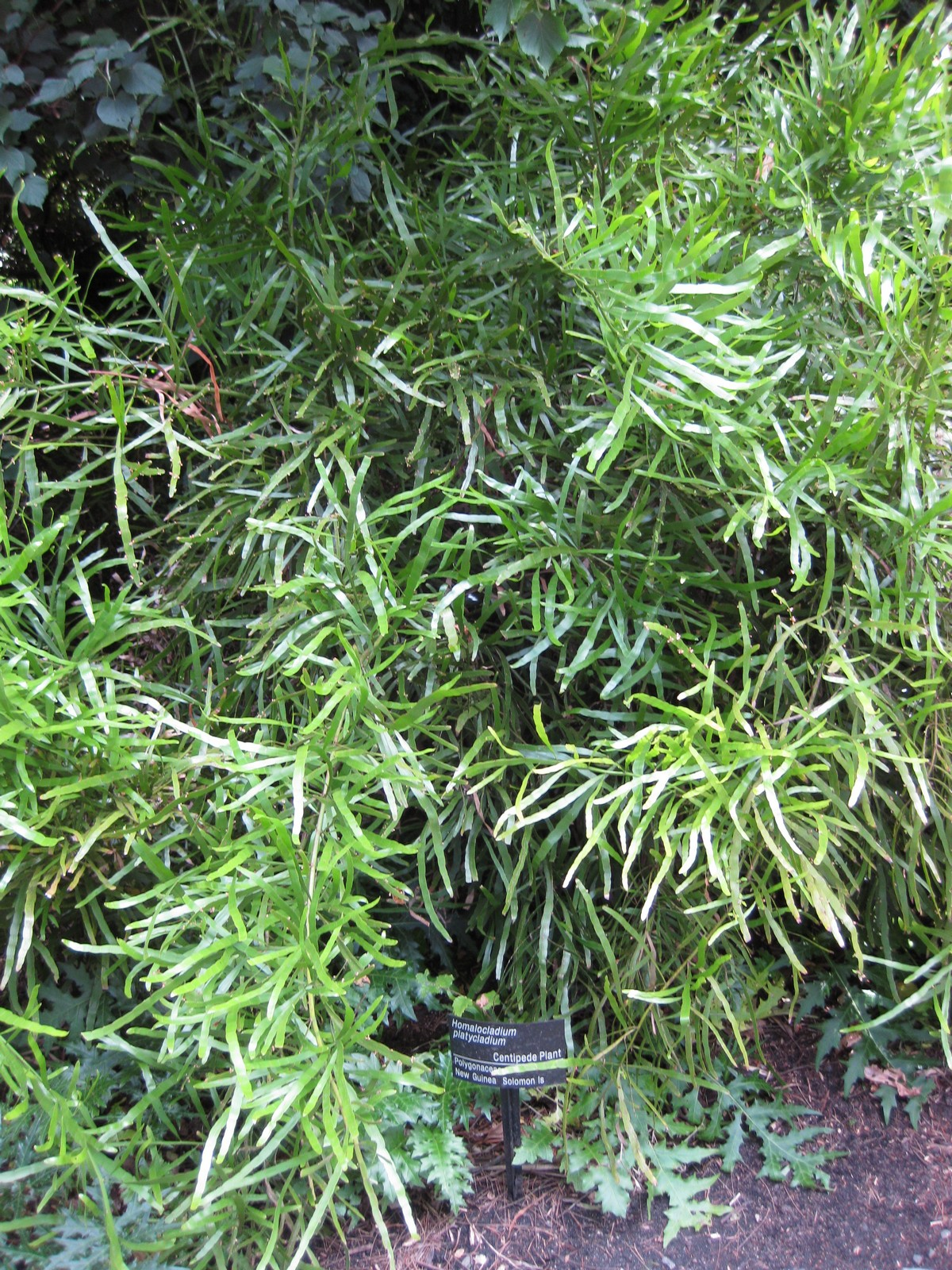
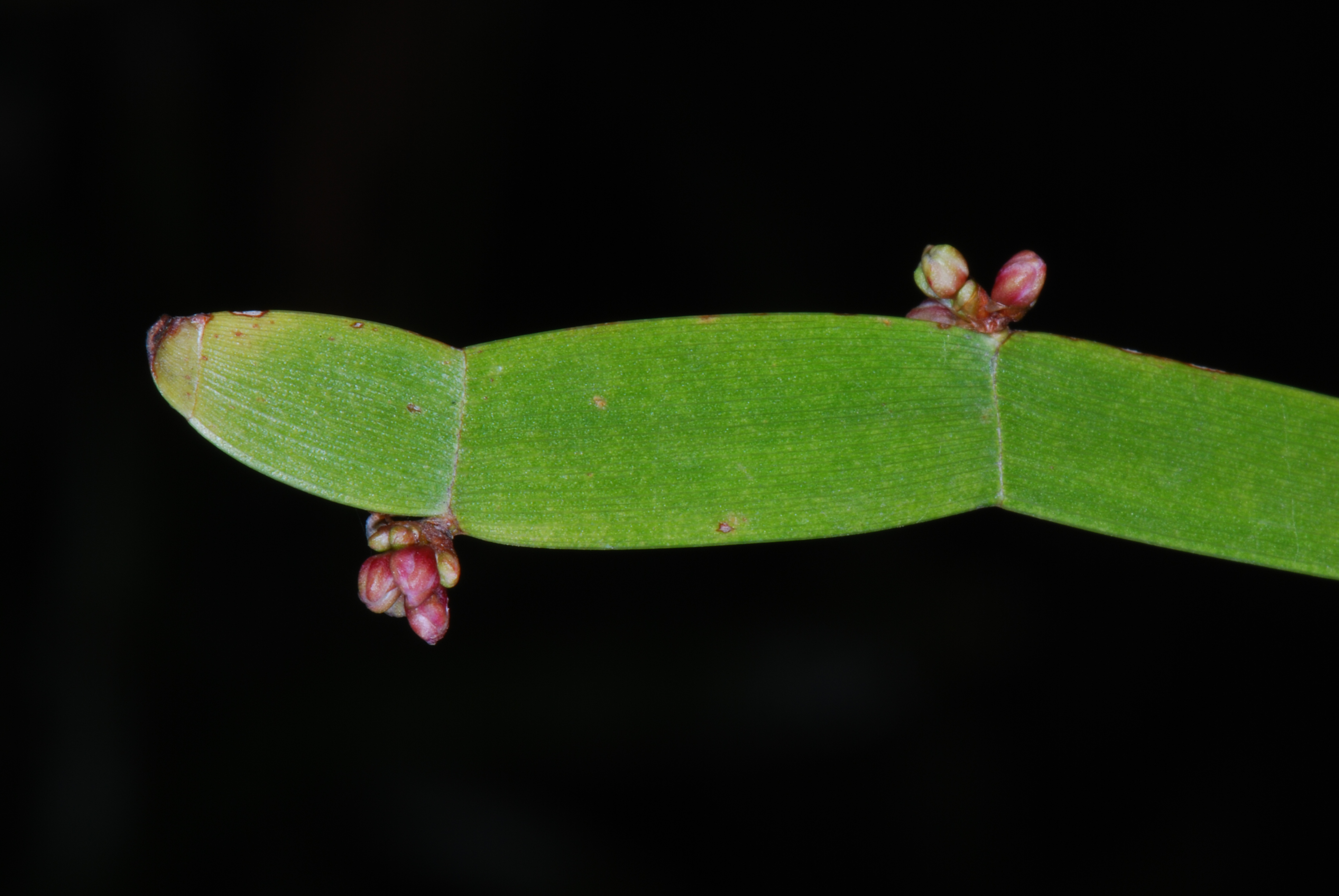
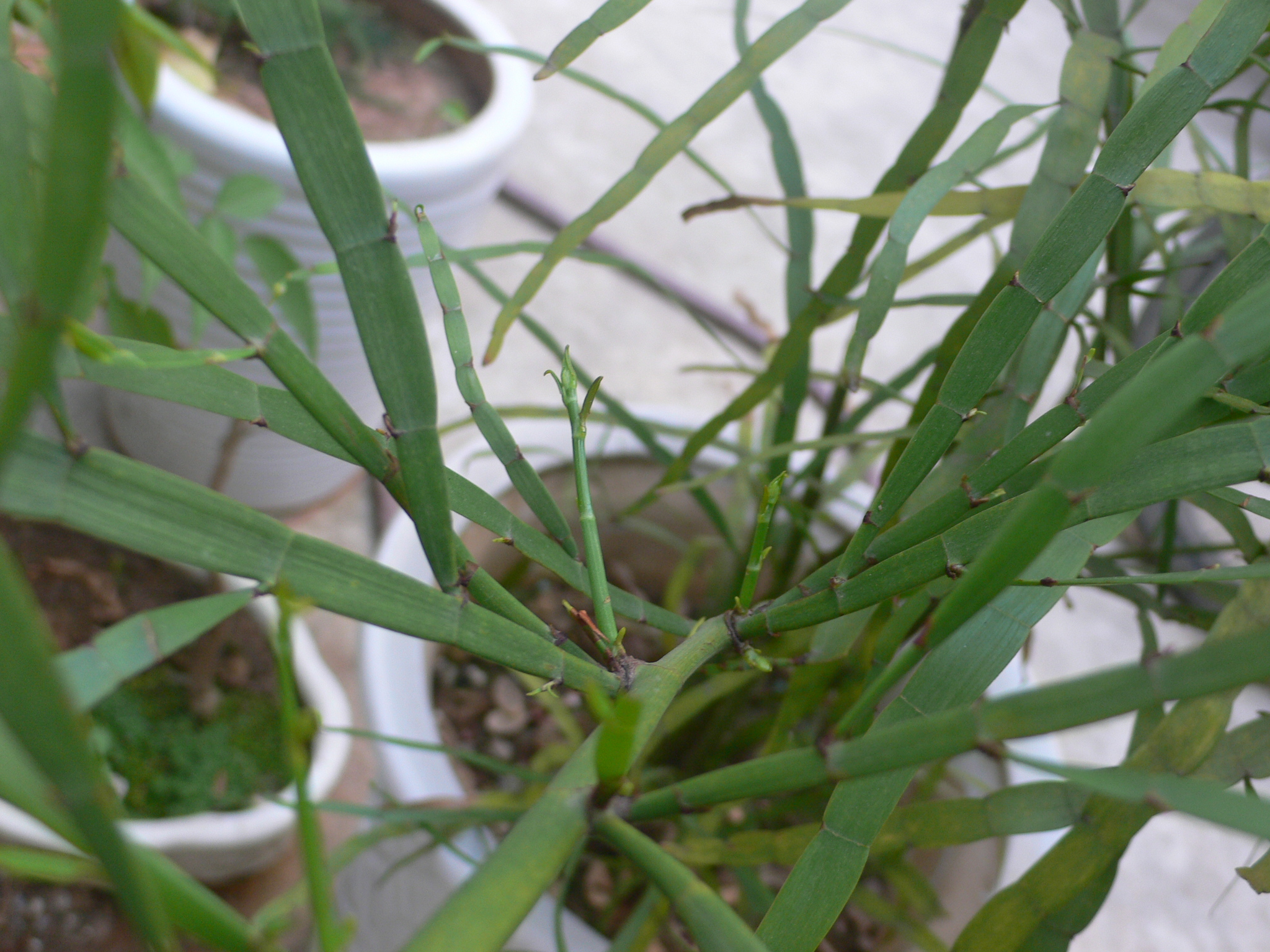